# Denilson (ur. 1972)
Denilson Antônio Paludo (ur. 8 października 1972) – brazylijski piłkarz występujący na pozycji pomocnika.

## Kariera piłkarska
Od 1992 do 2001 roku występował w Cascavel, Paraná Clube, Yokohama Flügels, Portuguesa, SC Internacional i EC Bahia.